# Aurelia Sikorska

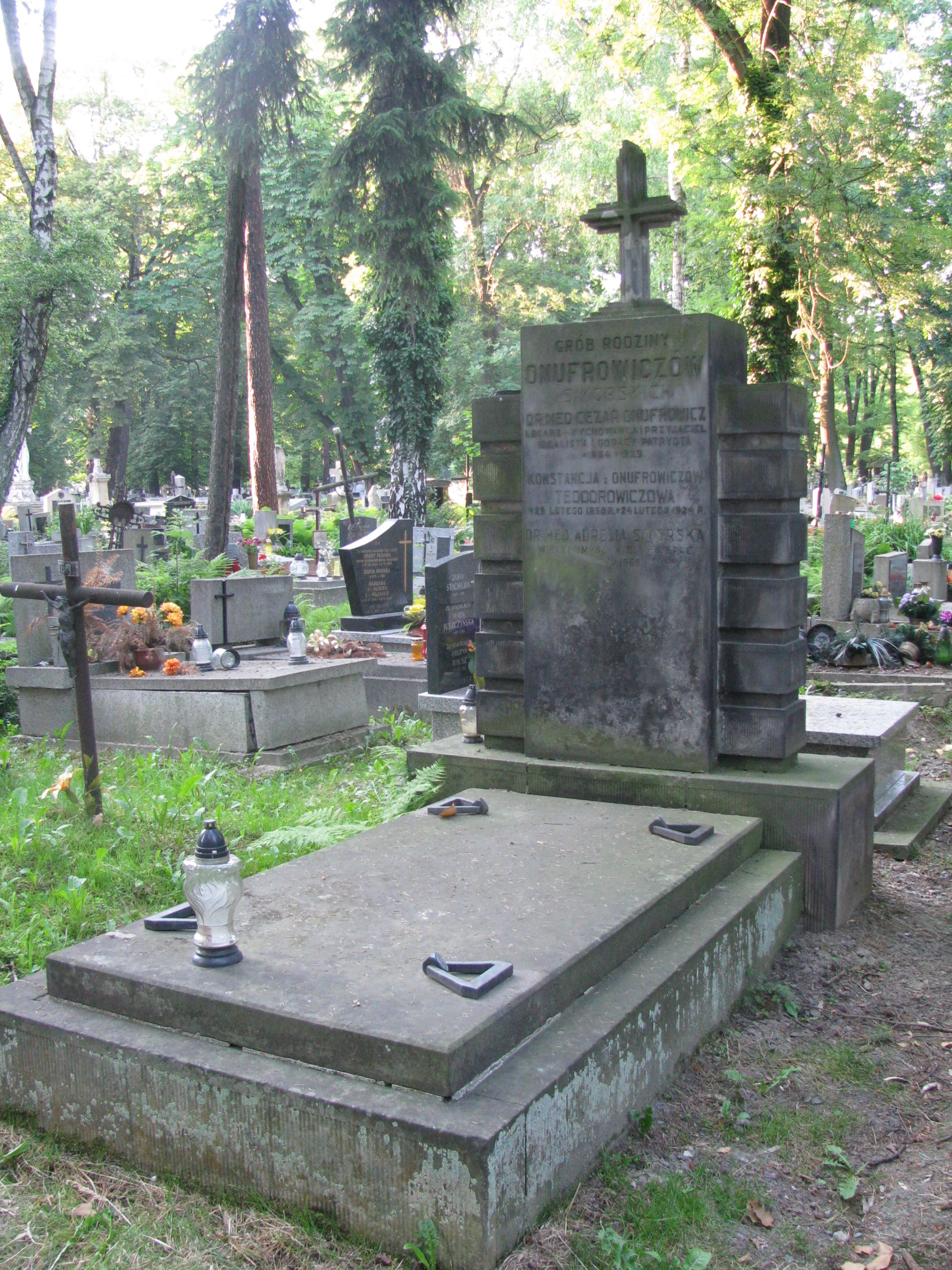
Grób Aurelii Sikorskiej na Cmentarzu Rakowickim w Krakowie

Aurelia Sikorska (ur. 10 sierpnia 1886 w Piotrkowie Trybunalskim, zm. 6 kwietnia 1969 w Krakowie) – polska lekarka, psychiatra.
Urodziła się w Piotrkowie Trybunalskim w 1886 roku, jako córka urzędnika. Gimnazjum ukończyła ze złotym medalem, jednak z powodu trudnej sytuacji materialnej nie podjęła od razu studiów wyższych. Przez pięć lat uczyła polskiego w szkole średniej, zaangażowała się także w działalność niepodległościową. Studia medyczne rozpoczęła w 1910 roku na Uniwersytecie w Petersburgu. Utrzymywała się wtedy z korepetycji i dorywczych prac, później także ze stypendium. Studia ukończyła na Uniwersytecie Jagiellońskim w 1918 roku.
Od 1916 roku pracowała w Klinice Neurologiczno-Psychiatrycznej u prof. Jana Piltza, od 1917 w lecznicy dla nerwowo chorych u Piltza i Cezarego Onufrowicza. Po otrzymaniu dyplomu w 1918 została pierwszą asystentką Kliniki Piltza.
Od 1929 roku, po śmierci Onufrowicza, prowadziła lecznicę, w 1935 roku przeniesioną do Jugowic.
4 września 1939 roku budynek kliniki został uszkodzony podczas nalotu, i do maja 1940 roku lecznica nie działała. W marcu 1940 Sikorska została aresztowana i przez 10 miesięcy przetrzymywana w więzieniu na Montelupich. Po zwolnieniu z więzienia, w sierpniu 1941, klinika została znowu uruchomiona. Czynny był wtedy jeden pawilon na dziesięć łóżek. 
Po wojnie organizowała placówki lecznictwa otwartego na Pomorzu, pracując od 1946 do 1951 w Gdańskiej Filii Instytutu Higieny Psychicznej, od 1951 do 1953 w Centralnej Wojewódzkiej Poradni Zdrowia Psychicznego w Gdańsku. Przy jej udziale powstały poradnie w Sopocie, Szczecinie, Gdyni. Przyczyniła się do utworzenia ośrodka psychiatrycznego na Srebrzysku w Gdańsku i przy ul. Arkońskiej w Szczecinie, gdzie powstała Klinika Psychiatryczna i Wojewódzka Przychodnia Zdrowia Psychicznego. 
Od marca 1953 prowadziła Oddział Neuropsychiatrii Dziecięcej Szpitala w Kobierzynie. Od 1963 roku na emeryturze. Zmarła 6 kwietnia 1969 w Krakowie.

## Prace
- O siatkówce ssaków i ptaków (1913)
- Opętanie przez ducha Akę, jako wynik zajmowania się spirytyzmem (1919)
- Zaburzenia równowagi rozpyłkowej (tzn. koloidowej) w surowicy schizofreników. Rocznik Psychiatryczny 5, ss. 143-147 (1927)
- Schizofrenia w świetle niektórych badań serologicznych. Rocznik Psychiatryczny 5, ss. 148-159 (1927)
- Odruchy warunkowe i bezwarunkowe małego dziecka.
- (tłum.) W. Mieziencew. Opowieść o budowie materii. Wydawnictwo MON, 1954